# Astrup Præstegård
Astrup Præstegård er præstegården til Astrup Kirke og en fredet bygning i Solbjerg, Danmark. Præstegården stod færdig i 1770 og blev den 1. oktober 1993 fredet af Kulturarvsstyrelsen. Præstegården har siden færdiggørelsen været Astrup Kirkes præsts hjem og arbejdsplads og ejes af Den danske folkekirke sammen med kirken selv.

## Historie
I 1767 fik Christen Begtrup fra Odder overdraget Astrup Kirke pastorat og han påbegyndte et større renoveringsprojekt af kirke og præstegård. Kirken fik tilføjet et klokketårn i 1780 og øst for koret blev der opført et sakristi. Hovedindsatsen var rettet mod præstegården som blev fuldstændig ombygget og færdig i 1770. De følgende år kom en række bygninger til hovedbygningen. I 1777 en lade og kom til, 1784 et røgeri og 1806 en fløj til forpagterboliger. Alle disse tilføjelser er siden blevet revet ned eller brændt, så kun den oprindelige hovedbygning er tilbage.

## Arkitektur
Præstegården er en 44 meter lang bindingsværksbygning med rillet tag belagt med røde mursten. Bygningen har et stort kvistvindue i midten på hver side af bygningen, mod nord og syd. Bygningen havde oprindelig en traditionel indretning med en gang på nordsiden, der gik i bygningens længde, mens den sydlige side var optaget af jævnt store rum med døre tilpasset for at gøre det muligt at se igennem dem, fra den ene ende af bygningen til den anden. I den vestlige ende af bygningen skar et enkelt stort rum gangen kort for at lave et, for tiden, ukarakteristisk stort rum, som sandsynligvis blev brugt som en lille danse- eller koncertsal.
Bygningen er blevet renoveret og ændret fra dens oprindelige udformning en række gange. I slutningen af 1700-tallet blev en stue udvidet på tværs af bygningens bredde, som afskar gangen. I 1856 blev præstegården gennemgribende renoveret med nye gulve, indvendige vægge af mursten i stedet for træ, nye bærebjælker til lofterne og nye, flade tage på kvistvinduerne.
Bygningen er siden blevet renoveret i 1915, 1924, 1962 og 1990. I 1924 blev tagene på kvistvinduerne restaureret til deres oprindelige rillede tilstand. Renoveringen i 1915 blev udført af Christian Kampmann, som han modtog CF Hansen-medaljen for i 1918.